# Synaxaire copte
Le synaxaire est le recueil des vies des saints du calendrier copte, lui-même fondé sur le calendrier julien établi selon les calculs des scientifiques de l'Égypte antique. Le calendrier copte est également appelé le calendrier des martyrs en raison des nombreux saints qui ont versé leur sang pour défendre la foi. Le synaxaire reprend pour chaque jour de l'année les saints fêtés et rappelle leurs vies.